# Гамбіт слона
Гамбіт слона — шаховий дебют, різновид прийнятого королівського гамбіту в шахах, що починається ходами:
 1. e2-e4 e7-e5
2. f2-f4 e5:f4
3. Cf1-c4.
Відноситься до відкритих дебютів.
Характеризуючи ідеї дебюту, російський майстер і теоретик Е. С. Шифферс писав: «У гамбіті коня 3. Кf3 попереджає шах ферзем на h4. У гамбіті слона цей хід допускається з тим, щоб відступити королем на f1, потім відтіснити ферзя ходом Кf3, виграючи час для розвитку».
На гамбіт слона у чорних є ряд заперечень:
- 3. …Фd8-h4+ — класичний захист. Білі продовжують 4.Kpe1-f1
- 3. …f7-f5 — див. Контргамбіт Лопеса.
- 3. … Kc6 — захист Моріана
- 3. …d7-d5 — див. Гамбіт Бледова.
- 3. … Kf6 — сильне продовження. Далі найчастіше йде 4. Kb1-c3 c7-c6